# 青岛地铁3号线
青岛地铁3号线是中华人民共和国山东省青岛市轨道交通的一条地铁线路。该线是胶州湾东岸青岛主城区内的半环线路，也是全市乃至山东省首条投入运营的地铁线路。

## 线路
3号线全长26.058 km，运营有效长为24.472 km，先后贯穿市南区、市北区、崂山区和李沧区。线路自青岛站东广场（泰安路广西路路口）起，先向东途经广西路、太平路、文登路、香港路，后向北途经南京路、哈尔滨路、黑龙江路、万年泉路，再向西途经京口路、振华路至终点青岛北站东广场。
3号线在北端的青岛北站南侧（青蘭高速公路與李村河互通交界）附近设安顺路车辆基地，在地铁大厦辅楼设置河西运营控制中心，宁夏路站、振华路站设置电源开闭所2座。正线纵断面最大坡度为29.82 ‰，地下车站坡度为2 ‰。钢轨正线、配线和试车线采用60 kg/m，其他车场线采用50 kg/m，轨距1 435 mm；青岛站站前交叉渡线采用12号单开道岔，正线、其他配线和试车线采用9号单开道岔，其他车场线采用7号单开道岔。正线最小曲线半径350 m，共有6处。

## 车站
3号线沿途共设22座车站，全部为地下站，站台除敦化路站采用低站台门外均采用非封闭式高站台门，站台有效长度均为120 m，站间距平均约为1 165 m。车站站台层净高不小于3.0 m，层高不小于4.9 m；站厅层净高不小于3.2 m。全线以“海岸节拍”为设计主题。
| 编号 | 名称       | 等级 | 站台形式 | 站间距 （m） | 中心里程 （m） | 换乘线路              |
| ---- | ---------- | ---- | -------- | ------------ | -------------- | --------------------- |
| 301  | 青岛站     | 2级  | 岛式     | [ 註⁠ 3 ]     | K00+128        | 1号线 青岛站          |
| 302  | 人民会堂   | 3级  | 岛式     | 1 410        | K01+538        | 4号线                 |
| 303  | 汇泉广场   | 3级  | 岛式     | 1 278        | K02+816        |                       |
| 304  | 中山公园   | 3级  | 岛式     | .0875        | K03+691        |                       |
| 305  | 太平角公园 | 3级  | 岛式     | 1 021        | K04+712        |                       |
| 306  | 延安三路   | 1级  | 岛式     | 1 496        | K06+208        |                       |
| 307  | 五四广场   | 3级  | 雙島式   | .0755        | K06+963        | 2号线、8号线          |
| 308  | 江西路     | 3级  | 岛式     | 1 551        | K08+514        | 5号线                 |
| 309  | 宁夏路     | 3级  | 岛式     | .0917        | K09+431        |                       |
| 310  | 敦化路     | 2级  | 分离岛式 | .0778        | K10+209        |                       |
| 311  | 错埠岭     | 3级  | 岛式     | .0801        | K11+010        | 4号线                 |
| 312  | 清江路     | 3级  | 岛式     | 1 389        | K12+399        |                       |
| 313  | 双山       | 1级  | 岛式     | 1 251        | K13+650        |                       |
| 314  | 長沙路     | 3级  | 岛式     | .0851        | K14+501        | 7号线                 |
| 315  | 地鐵大廈   | 3级  | 岛式     | 1 469        | K15+970        |                       |
| 316  | 海爾路     | 3级  | 岛式     | 1 153        | K17+123        |                       |
| 317  | 万年泉路   | 3级  | 岛式     | 1 376        | K18+499        |                       |
| 318  | 李村       | 2级  | 岛式     | 1 316        | K19+815        | 2号线                 |
| 319  | 君峰路     | 3级  | 岛式     | 1 055        | K20+870        |                       |
| 320  | 振華路     | 3级  | 岛式     | .0966        | K21+836        | 7号线                 |
| 321  | 永平路     | 3级  | 岛式     | 1 227        | K23+063        |                       |
| 322  | 青岛北站   | 1级  | 雙島式   | 1 537        | K24+600        | 1号线、8号线 青岛北站 |

|  |  |

## 施工标段
青岛地铁通过招标将工程全线线路划分为五个标段：
- 一标段为青岛站至太平角公园站，线路长约4.72km，北京城建设计研究总院有限责任公司中标；
- 二标段为太平角公园站至江西路站，线路长约3.75km ，中铁第一勘察设计院集团有限公司中标；
- 三标段为江西路站至清江路站，线路长约3.83km，中铁隧道勘测设计院有限公司中标；
- 四标段为清江路站至李村站，线路长约6.01km，中铁工程设计咨询集团有限公司中标；
- 五标段为李村站至青岛北站，线路长约4.87km ，中铁第五勘察设计院集团有限公司中标。

## 运营
3号线为双线单向右侧行车，青岛站至青岛北站方向为上行，反之为下行。运营时间为每日下行6:00至22:25、上行6:15至22:40。运行周期100分35秒，单程运行时间为46分30秒（上下行对称），旅行速度约为31.58 km/h，平均站间运行时间约1.6分钟。
| 运作   | 上线时间 | 上线时间 | 上线时间       | 全日开行列次 | 全日开行列次 | 高峰                     | 高峰 | 高峰       | 平峰 | 平峰    |
| 运作   | 首列     | 末列     | 共计           | 全部         | 载客         | 时段                     | 列次 | 间隔       | 列次 | 间隔    |
| ------ | -------- | -------- | -------------- | ------------ | ------------ | ------------------------ | ---- | ---------- | ---- | ------- |
| 工作日 | 05:20:00 | 24:05:00 | 18小时45分00秒 | 320          | 309          | 07:10至08:2017:20至19:00 | 20   | 4分25秒5分 | 14   | 7分10秒 |
| 双休日 | 05:10:00 | 23:57:25 | 18小时47分25秒 | 316          | 306          | 09:00至20:00             | 16   | 6分15秒    | 14   | 7分10秒 |

## 车辆
青岛地铁3号线车辆由中车青岛四方机车车辆股份有限公司生产。车辆为铝合金车体的B型车，最高运营速度为80千米/小时，采用6辆编组形式，最大载客量为1896人。列车每节车厢设有轮椅固定器。
列车总长118.4 m，为中空铝合金挤压型材双壳结构车体，每节车厢有4对双开内藏式车门（净开宽度1.3 m、高度1.86 m）、4对无楣窗封闭式车窗。此列车为青岛地铁唯一采用内藏式车门的电动车组。
普通车客室内部装饰为白色车身、灰色地板布，特色彩绘（广告）车内/外部装饰加贴各种主题贴纸。座椅、吊环为线路标志色海蓝色，扶手杆为钢灰色。车体外表面和内装设备外表面采用水性漆。司机室外罩和客室座椅均采用酚醛玻璃钢，座椅下方设电暖器。空调机组设置光等离子空气杀菌装置，照明采用LED平面光源，隔音隔热材料为矿棉。车厢内有广播系统和乘客信息显示系统，每节车厢内安装液晶显示器，通过无线网络可以实时播放各频道视频节目。电子地图和LED车端显示可以实时显示乘客到站等信息。
列车为DC 1500 V第三轨供电，牵引及传动系统使用阿尔斯通提供的Optonix VVVF系统，制动系统方面，采用无油空气压缩机，转向架由中车四方自主设计、制造，型号为SDB-80（QDM3）型。空调系统则由澳大利亚SIGMA提供，并设有光等离子空气杀菌装置。

## 沿革
2009年8月，《青岛市地铁一期工程（3号线）工程可行性研究报告》报国家发改委，11月30日工程奠基。2010年3月26日，国家发改委对其进行了批复，7月实质开工。北段（双山站～青岛北站）于2015年9月1日开始空载试运营，11月28日至30日免费试乘，12月16日试运营，17日开始实行常态化运营。全线轨道于2016年4月26日10时贯通，南段于8月26日通过项目工程验收，9月开始空载试运行；12月7日至9日免费试乘全线，18日11时全线通车试运营。

## 备注
1. ↑  1级、2级为设备集中站，3级为非设备集中站
2. ↑  换乘站不包括换乘其他线路的站台部分
3. ↑  始发站，距设计起点120 m。
4. ↑  塔柱分离
5. ↑   註: